# Californiarall
Californiarall (Rallus obsoletus) är en fågel i familjen rallar inom ordningen tran- och rallfåglar.

## Utbredning och systematik
Californiarall delas in i fyra underarter med följande utbredning:
- R. o. obsoletus – förekommer i norra Kalifornien (från Humboldt Bay till Monterey Bay)
- R. o. levipes – förekommer från södra Kalifornien (Santa Barbara till Scammon's Lagoon i Baja California)
- R. o. beldingi – förekommer i västra Mexiko (södra Baja från Magdalena Bay till Espírito Santo-ön)
- R. o. yumanensis – förekommer från Salton Sea och Coloradoflodens bäcken till västra Mexiko (Nayarit)

Tidigare betraktades californiarall, mangroverall (R. longirostris) och kustrall (R. crepitans) utgöra samma art, kustrall (Rallus longirostris). Vissa auktoriteter gör det fortfarande. Genetiska, morfologiska och ekologiska studier visar dock att de är tre olika arter.

## Status
Californiarall har en rätt liten världspopulation uppskattad till mellan 10 000 och 20 000 vuxna individer. Den tros också minska i antal. Internationella naturvårdsunionen IUCN listar därför arten som nära hotad. Arten hotas av omvandling av dess levnadsmiljö till förmån för jordbruk, industrier och bostäder. Även föroreningar och predation från invasiva arter tros påverka artens bestånd negativt.